# Klaas Slootmans

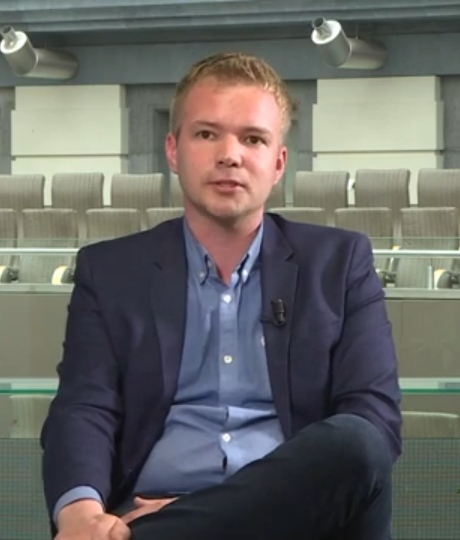
Klaas Slootmans, 2019

Klaas Slootmans (Halle, 8 september 1983) is een Belgisch Vlaams-nationalistisch politicus voor het Vlaams Belang.

## Levensloop
Slootmans behaalde in 2008 het diploma van master in de politieke wetenschappen aan de Vrije Universiteit Brussel. Van 2009 tot 2011 was hij parlementair medewerker van het Vlaams Belang-fractie in het Brussels Hoofdstedelijk Parlement en van 2011 tot 2020 was hij nationaal woordvoerder van de partij. Daarnaast was Slootmans van 2012 tot 2020 redacteur van het partijmagazine van Vlaams Belang, waarvan hij sinds 2020 hoofdredacteur is.
Bij de gemeenteraadsverkiezingen van oktober 2006 werd Slootmans verkozen tot gemeenteraadslid van Beersel, een functie die hij uitoefende tot eind 2012. Sinds januari 2019 is hij opnieuw gemeenteraadslid van de gemeente. Ook was hij van 2018 tot 2019 provincieraadslid van Vlaams-Brabant.
Bij de Vlaamse verkiezingen van 26 mei 2019 werd hij als Vlaams Belang-lijsttrekker in de kieskring Vlaams-Brabant verkozen tot lid van het Vlaams Parlement. Ook vaardigde zijn partij hem af naar de Senaat als deelstaatsenator. Slootmans werd in het Vlaams Parlement lid van commissie voor Brussel en de Vlaamse Rand en Dierenwelzijn en de commissie voor Cultuur, Jeugd, Sport en Media en legde zich voornamelijk toe op het beleid rond de Vlaamse Rand en media. Bij de Vlaamse verkiezingen van 9 juni 2024 werd hij herkozen. Ook bleef hij deelstaatsenator, waarna hij werd aangeduid als VB-fractieleider in de Senaat.